# ハインリヒ・ダミッシュ
ハインリヒ・ダミッシュ(ドイツ語：Heinrich Damisch、1872年11月30日-1961年) は、オーストリアの音楽文筆家、音楽批評家。ウィーン生まれ。

## 生涯
父親は軍の将軍。テレジア軍事アカデミー、帝王室軍事地理研究所の測地学校、輸出アカデミーを修了し、続いてピアノ、音楽理論、作曲を学んだ。目の病気から将校の道を進むことは断念した。1904年からドイツ国民主義・反ユダヤ主義の学生団体の会員。
1907年より、音楽文筆家・音楽批評家として活動。1913年、ウィーン・アカデミー・モーツァルトゲマインデ協会を結成し、1945年まで会長の座に留まった。会長として手腕を発揮し、やがてまもなくウィーンの音楽組織として各方面に知られる団体に成長し、活発な演奏会活動を展開した。特に力を入れていたのが、演奏機会の少ないマイナーなモーツァルト作品の紹介であった。

### ザルツブルク音楽祭
1917年8月1日、ウィーンで、フリードリヒ・ゲーマッハ―と共同で「ザルツブルク祝祭劇場ゲマインデ協会」(Salzburger Festspielhausgemeinde)を結成し、1925年にザルツブルクに移転するまで業務執行役員を務めた。これにより、ダミッシュはザルツブルク音楽祭創設のきっかけを作ったとされ、音楽祭の共同設立者と見なされている。
「国家社会主義ドイツ文化同盟」(nationalsozialistischer Deutscher Kulturbund)の音楽部門の専門相談役を務めた。
1923年、視力を完全に失った。

### 国際新音楽協会
1922/1923年、ルドルフ・レティと共同で「国際新音楽協会」(Internationale Gesellschaft für Neue Musik)を結成し、協会のロンドン移転まで会長を務めた。
1926年から1932年まで、「一般ドイツ歌手カレンダー」(Allgemeiner Deutscher Sängerkalender)の発行人、1931年から1941年まで「ウィーン・モーツァルト年報」(Wiener Mozart-Almanach)の発行人をそれぞれ務めた。1932年5月31日よりナチス党員。「あらゆる音楽芸術のユダヤ的な破壊」に対抗するその貢献により、国家社会主義的な思想文化の先駆者と見なされている。
1939/1940年、ダミッシュはウィーン・アカデミー・モーツァルトゲマインデ協会の規約をナチス政権の意向を汲みとる形で改正した。1941年、ヨーゼフ・ゲッベルスの開会祝辞により、ウィーンで「ドイツ帝国のモーツァルト週間」が開催された。

### 第二次世界大戦後
1945年、ソ連赤軍の侵攻を前にしてザルツブルクへ逃れ、戦後もそこで暮らした。ウィーン・アカデミー・モーツァルトゲマインデ協会は1948年まで存続し、同年、会長のハンス・ペマーにより、自由意思による解散が宣言された。それと並行して1947年にエリック・ヴェルバを会長として新たな協会「ウィーン・モーツァルトゲマインデ協会」が結成され、今日まで活動を続けている。

## 顕彰

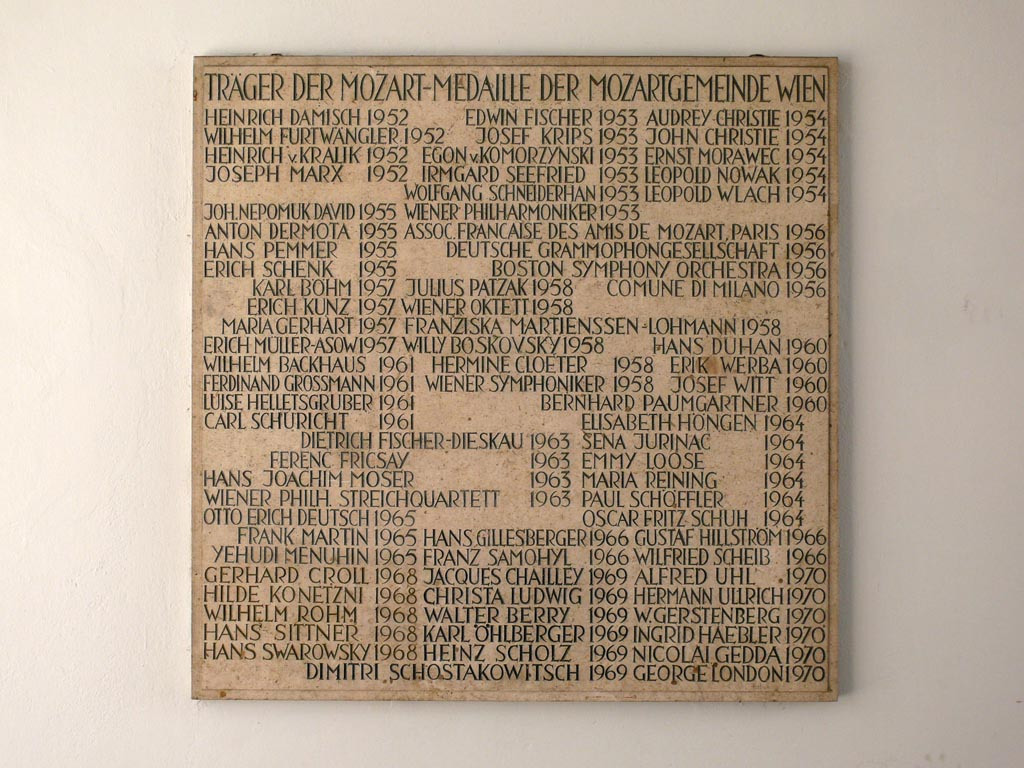
ウィーン・モーツァルトゲマインデ協会の記念プレート

音楽学者クレッチュマーの研究で明らかにされたところでは、ダミッシュは1945年の以前と以降に下記の顕彰を受けている。ザルツブルクでは1963年にパルシュ区にダミッシュの名を冠した通りが設置された。
- 1943年：ウィーン・フィルのニコライ・メダル
- 1952年：ウィーン・モーツァルトゲマインデ協会のモーツァルト・メダル[3]
- 1957年：オーストリア共和国黄金功労名誉勲章(Goldenes Ehrenzeichen für Verdienste um die Republik Österreich)